# ياسمين (فلم)
ياسمين فيلم سينمائى درامى مصرى، إنتاج 1950 إخراج: أنور وجدي، تأليف: أبو السعود الإبياري تمثيَل: أنور وجدي، فيروز، مديحة يسري، زكي رستم.

## قصة الفيلم
رب أسرة عادل (محمد الديب) لا يحب خلفة البنات تنجب زوجته سعاد (مديحه يسرى) ابنة أخرى يطلق عليها ياسمين (فيروز)، لذا يأخذ الطفلة الرضيعة ويتركها على باب أحد الملاجئ، وبعد فترة يموت الأب وتكبر الطفلة وتهرب من الملجأ وتنضم إلى عصابة من الأطفال محترفى النشل، يتقابل عازف سكسفون وحيد عزت (انور وجدى) صدفة بياسمين، وهذا العازف كان عاطلاً عن العمل، يطلب منها أن تعاونه في مهنته وأن تترك طريق الجريمة وتتوب، تعيش معه فترة ثم تضيق بحياة الشرف وتهرب وتعود مرة أخرى للعصابة، ويكتشف العازف أن ياسمين ما هي إلا حفيدة رجل ثرى (زكى رستم)، يسعى لمقابلته، لكنه يقابل ابنته التي هي في الحقيقة سعاد أم ياسمين، يحاول الجد والأم البحث عنها لكنهم يفشلون في العثور عليها، تتفق مع الأطفال الآخرين للسطو على إحدى الفيلات، وتكون هي فيلا الجد، ويتم القبض على العصابة وتعود ياسمين إلى أمها وتتزوج الأم من العازف.

## القصة الكاملة
أوشكت سعاد (مديحه يسرى) على الوضع، وطالبها زوجها عادل (محمد الديب) بإنجاب ولد، لأن الزوجة الصالحة تسمع كلام زوجها، فلما اخبره والدها الباشا (زكى رستم) أن إختيار نوع المولود ليس بيدها، قال له أنا ماليش دعوه هي تتصرف، فلما بشرته الممرضة (عايده كامل) ان الدكتورة شفيقه (فيكتوريا حبيقة) قد إستقبلت له أنثى، أخذها عنوة ووضعها امام أحد ملاجئ الأيتام ولكنه مات في الطريق، ولم تعرف سعاد مكان طفلتها التي أسمتها ياسمين. كبرت ياسمين في الملجأ حتى بلغت السادسة (فيروز) وهربت مع مجموعة من الصبية، وانضموا لعصابة المعلم دبور (عبد العزيز خليل) لتعليم النشل وبرعت فيه، وقد تمكنت من سرقة ساعة جيب من الخواجة زكى زكى زكى (فيليب كمال) وهربت، فطاردها ومعه العسكرى (عبد الحميد بدوي) فدخلت كباريه الخواجة ينى (علي عبد العال) حيث رقصت وغنت، ثم هربت مرة أخرى، وإختبأت بمنزل مهجور، لتجد بجوارها وحيد عزت (انور وجدى) الهارب هو الآخر من البوليس لتشرده في الشوارع يتسول بالغناء والعزف. وأثناء اختباءهم، اقتحم عليهم المكان عصابة سرقة الخزائن بقيادة المنصر عنتر ذو الوجه المجروح (رياض القصبجى) ومعهم خزانة الباشا يحاولون فتحها، ولكن البوليس اقتحم المنزل وقبض على الجميع، واقتادهم الضابط (عبد البديع العربي) لقسم البوليس حيث ابلغ المأمور (زكي إبراهيم) الباشا بالعثور على المسروقات، والذي حضر ليلتقى بوحيد عزت وياسمين الذي علم منها ان اسمها قطقوطه، وافرج عنهم لأنهم ليسوا من العصابة، وصحبها وحيد لمنزله عند الست بطه (زينات صدقى) التي تحب وحيد فتشاجرت قطقوطه معها لأنها تعتقد انها تنافسها على حب وحيد واكتشف وحيد ان قطقوطه قد سرقت ساعة الباشا، فأخذها منها لإعادتها إليه، على غير رغبتها، والتي أحست انه شريف فتركته عائدة للعصابة، بينما ذهب وحيد لمنزل الباشا لإعادة الساعة، ووقع في غرام سعاد، التي علم منها ان قطقوطه هي ياسمين حفيدة الباشا، فبحثوا عنها ولم يجدوها، بينما أخذت قطقوطه مجموعة الصبية واقتحموا فيللا الباشا وسرقوا فضيات الفيللا، وعلم وحيد بمكان عصابة المعلم دبور، فقابل قطقوطه وابلغها ان سعاد امها وان اسمها ياسمين، وتمكن من تهريبها، بينما قبضت عليه العصابة وقيدته. بينما توجهت ياسمين لفيللا الباشا وقابلته، والذي رحب بها ووعدها بتعويض مافاتها، فلما أخبرتهم بمحنة وحيد، ذهبت معها سعاد لوكر العصابة، وتمكنت ياسمين من مساعدة وحيد على التغلب على العصابة، ولكن اندلع حريق بالوكر وكادت ياسمين أن تحترق ولكن وحيد أنقذها، وعادت إلى امها وجدها، وتزوج وحيد من سعاد وطالبها بإنجاب ولد.

## فريق العمل
- أنور وجدي في دور وحيد عزت
- فيروز في دور قطقوطة / ياسمين
- مديحة يسري في دور سعاد
- زكي رستم في دور الباشا
- زينات صدقي في دور بطة
- زكي إبراهيم في دور المأمور
- شفيق نور الدين' في دور '
- محمد الديب في دور عادل
- رياض القصبجي في دور المنصر عنتر

## روابط خارجية
- مقالات تستعمل روابط فنية بلا صلة مع ويكي بيانات
- صفحة الفيلم على موقع السينما
- صفحة الفيلم على قاعدة بيانات الأفلام على الإنترنت